# Gurskie
Gurskie (dawniej Gursken) - dawna wieś w Prusach Wschodnich, położona w pobliżu granicy z Polską (północnym Mazowszem), miejscowość natywna: 53°38'N 21°57'E. W XV i XVI w. wieś w dokumentach występowała pod nazwami: Gursken, Garsenicken, Lemann, Leheman von Kessel.
Wieś powstała w ramach kolonizacji Wielkiej Puszczy. Wcześniej był to obszar Galindii. Wieś ziemiańska, dobra służebne w posiadaniu drobnego rycerstwa (tak zwani wolni, ziemianie w język staropolskim), z obowiązkiem służby rycerskiej (zbrojnej).
Wymieniane w dokumentach z 1453 r. Przywilej na dobra ziemskie, liczące 10 łanów we wsi Gurskie otrzymał w 1471 r. niejaki Janik, były sołtys wsi Kocioł, z obowiązkiem jednej służby konnej. Dobra te zakupił od Piotra Rakowskiego i jego syna (przed 1449). Wcześniej dobra te stanowiły wydzielony majątek lemański dóbr we wsi Rakowo. Dodatkowo otrzymał 3 morgi łąk położonych przy górze Świecąca (berge Schwetzentze). Gurskie położone były między strumieniem Kociołek (Kesselschen fliess), Szymanami, Kaliszkami, Rakowem i Kotłem.
W 1519 wieś należała do parafii w Drygałach, w 1579 do parafii Piszu.